# Codex Palatinus germanicus 16

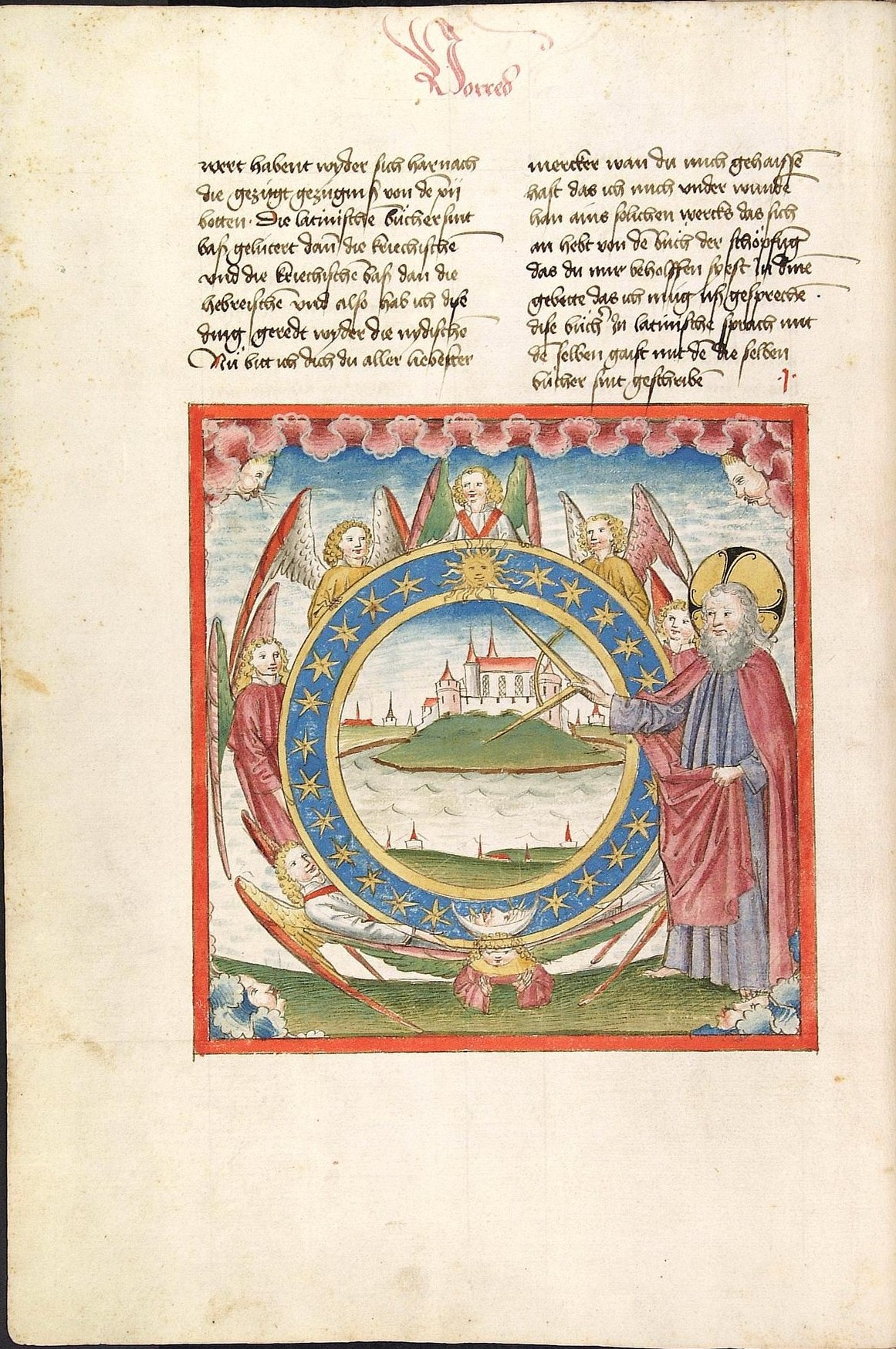
Cod. Pal. germ. 16, Blatt 9v: Genesis – Der Schöpfergott vermisst die Erde mit einem Zirkel

Der Codex Palatinus germanicus 16 ist eine spätmittelalterliche Handschrift der ehemaligen Bibliotheca Palatina in Heidelberg. Der Codex gehört zu den Codices Palatini germanici, den deutschsprachigen Handschriften der Palatina, die seit 1816 in der Universitätsbibliothek Heidelberg aufbewahrt werden; Signatur der UB-Heidelberg und gängige fachwissenschaftliche Bezeichnung ist Cod. Pal. germ. 16 (Kurzform: Cpg 16).
Die Bilderhandschrift ist der erste Band einer in drei Teilbänden überlieferten deutschsprachigen Bibel mit Schriften des Alten Testaments; der zweite (Cod. Pal. germ. 17) und der dritte Band (Cod Pal. germ. 18) sind ebenfalls in Heidelberg erhalten.
Alle drei Codices wurden 1477 im Auftrag von Margarethe von Savoyen von der Werkstatt des Ludwig Henfflin produziert, vermutlich in Stuttgart.
Dieser erste Band enthält die fünf Bücher Mose sowie die Bücher Josua, Richter und Rut.

## Beschreibung

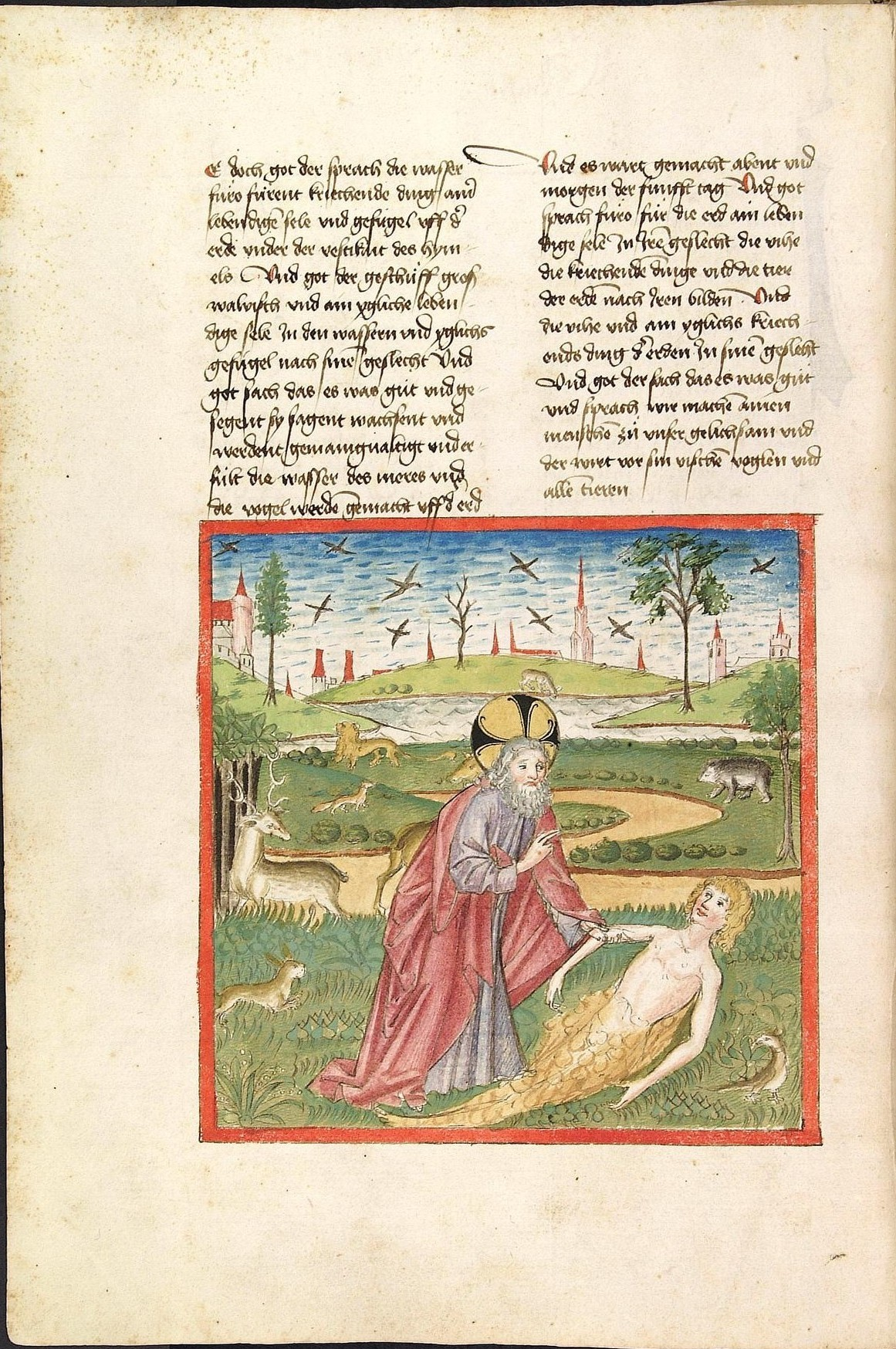
Cod. Pal. germ. 16, Blatt 10v: Genesis – Gott erschafft Adam aus einem Lehmklumpen

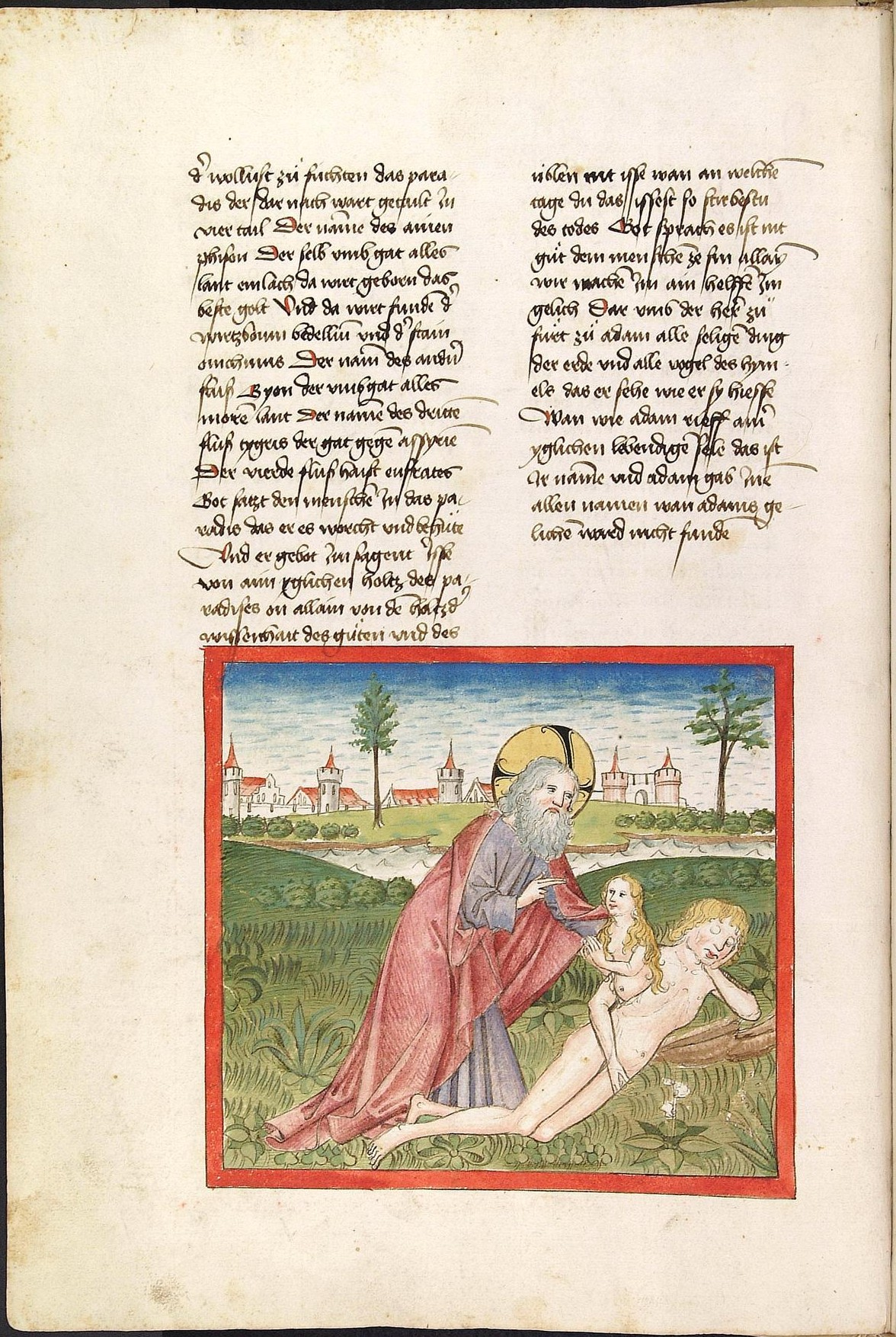
Cod. Pal. germ. 16, Blatt 11v: Genesis – Gott erschafft Eva aus einer Rippe Adams

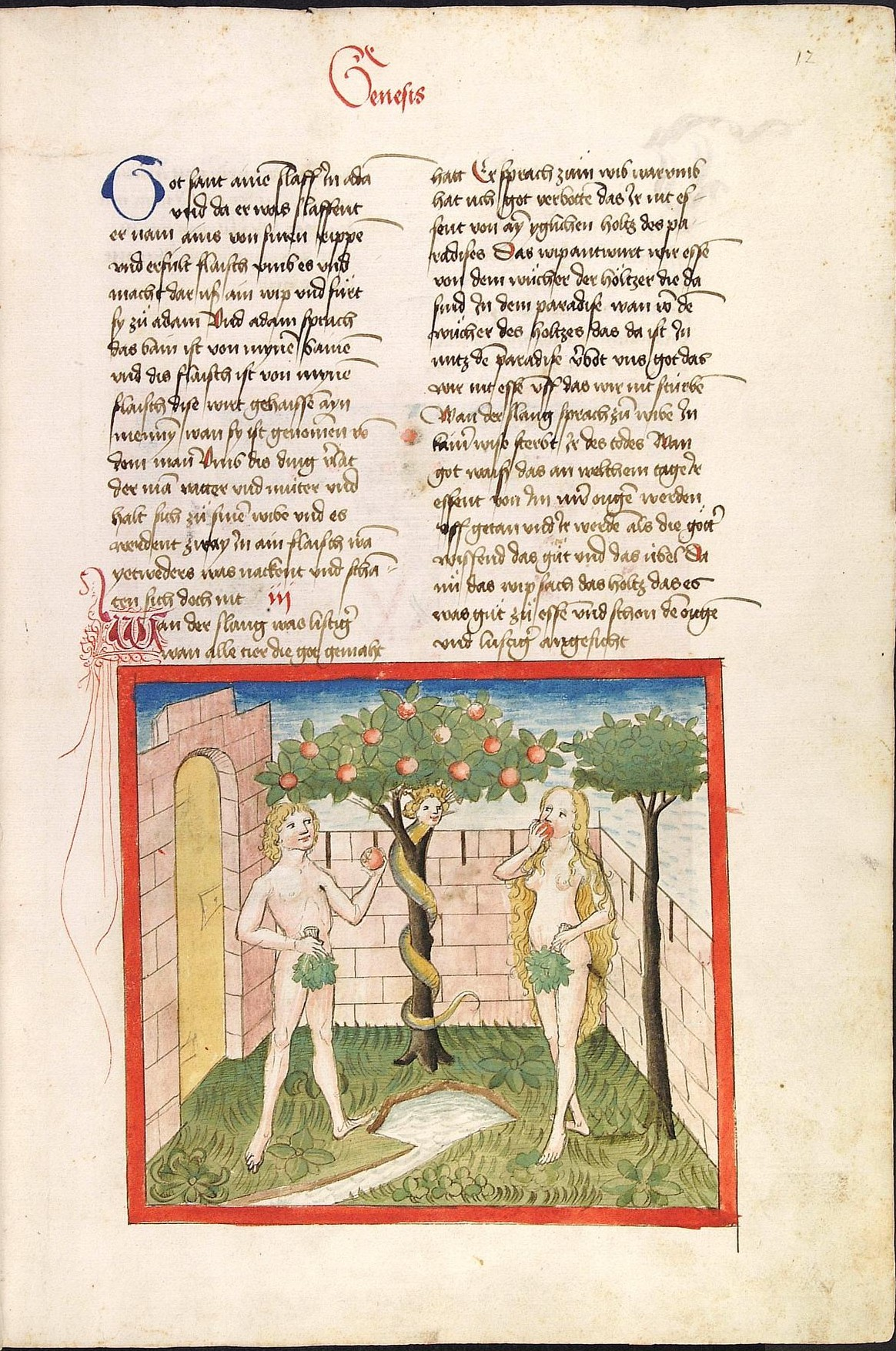
Cod. Pal. germ. 16, Blatt 12r: Genesis – Sündenfall – Adam und Eva im Paradiesgarten essen die Frucht vom verbotenen Baum der Erkenntnis

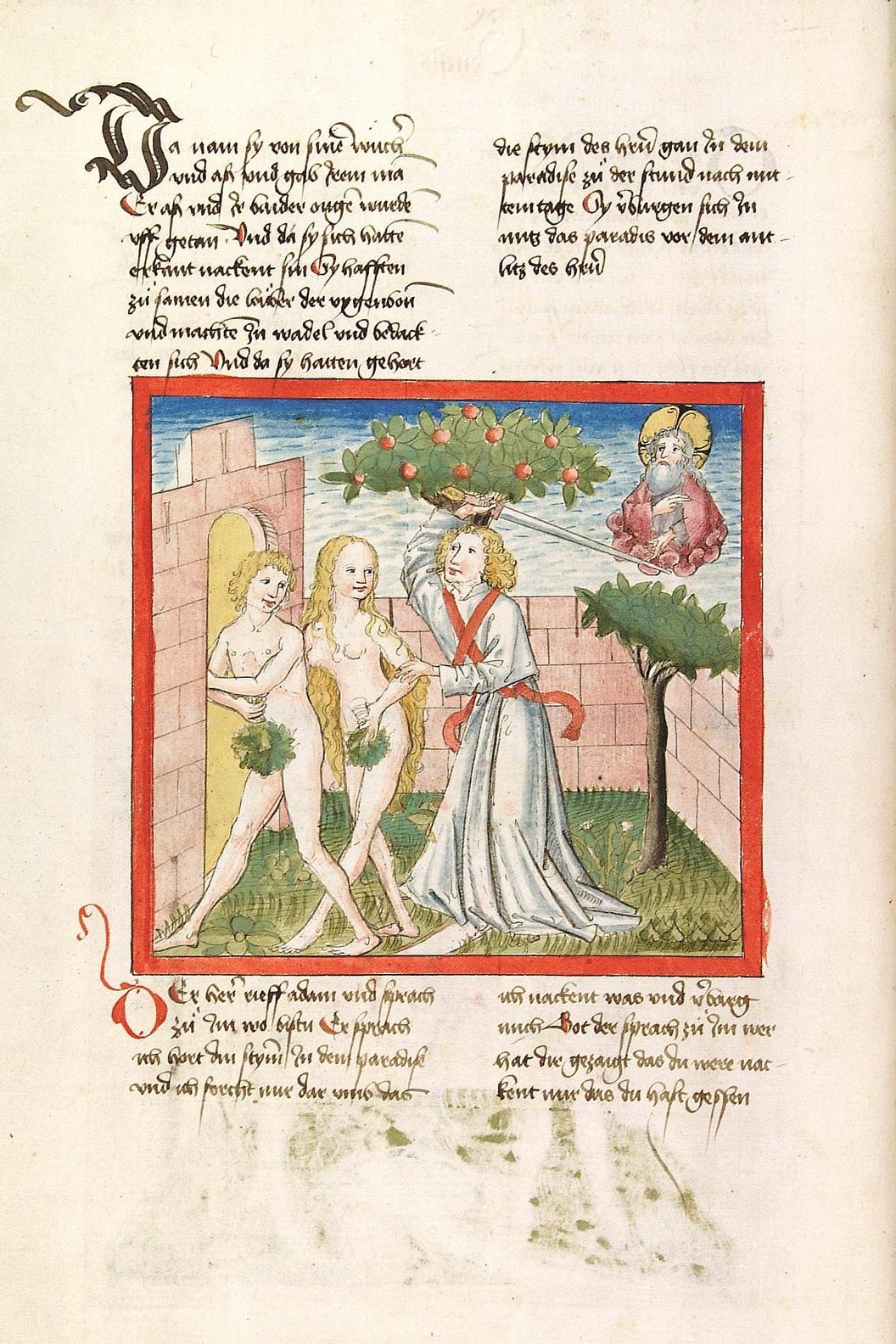
Cod. Pal. germ. 16, Blatt 12v: Genesis – Der Erzengel Michael vertreibt die ersten Menschen aus dem ummauerten Paradiesgarten

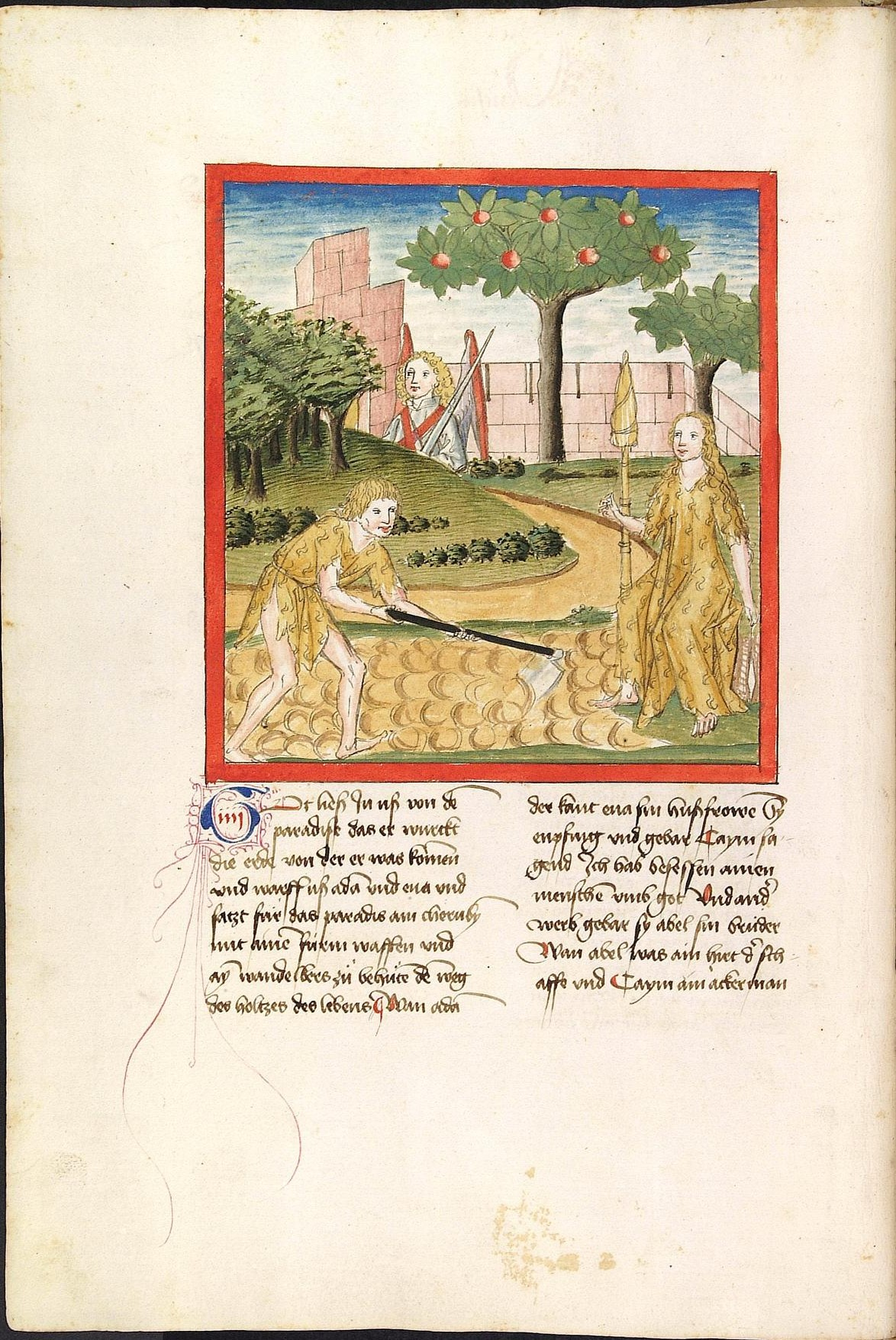
Cod. Pal. germ. 16, Blatt 13v: Genesis – Die ersten Menschen bei der Arbeit vor den verschlossenen Mauern des Paradieses, Adam bei der Feldarbeit, Eva mit Spinnrocken und Spindel

Der Codex ist eine Papierhandschrift mit 288 Blättern. Die Foliierung des 17. Jahrhunderts zählt dabei die mit Text beschriebenen Blätter 1–281 durch; die leeren Blätter 1*–3* und 282*–285* sind mit moderner Zählung versehen.
Die Blattgröße der Handschrift beträgt 40,3 × 28 cm, dabei ist ein Schriftraum von 25,5–27 × 18 cm zweispaltig beschrieben mit 28 bis 33 Zeilen pro Seite. Schriftform ist eine Bastarda von einer Hand. Bildüberschriften, Kapitelzahlen und Seitenüberschriften sind in roter Farbe ausgeführt.
Die Initialen sind in roter und blauer Farbe ausgeführt und erstrecken sich normalerweise über zwei bis drei, mitunter auch mehr Zeilen (Blätter 143r, 219r), die Eingangsinitiale (Blatt 1r) ist über sechs Zeilen geführt. Sie sind mit einfachem Fleuronnée-Besatz und Ornamentik im Binnenfeld verziert, manche zusätzlich mit kleinen Profil-Fratzen (Blätter 25r, 60r, 186r und öfter). Kapitelanfänge sind mit roten, rotvioletten oder blauen Lombarden gekennzeichnet. Hinzu kommen zahlreiche Cadellen als dekorative Elemente, tintenfarben und rot.
Der Pergamenteinband wurde in Rom im 17. Jahrhundert ergänzt und mit dem Rückentitel „16/BIBLIORVM/Pars I“ versehen. Auf dem Fußschnitt ist der Hinweis „Genesis das Erst bůch.“ aufgetragen.

### Miniaturen
Alle drei Bände der Bibelhandschrift Cod. Pal. germ. 16–18 sind mit insgesamt 308 Miniaturen ungewöhnlich reichhaltig bebildert. Allein der hier behandelte erste Teilband Cod. Pal. germ. 16 ist mit 133 kolorierten Federzeichnungen illustriert, regelmäßig auch auf direkt aufeinander folgenden Seiten. Die Zeichnungen sind von einem Zeichner angefertigt, Zeichner A, der auch alle anderen Handschriften der Werkstatt Henfflin ausstattete, nur die Zeichnung auf Blatt 23r stammt von einem zweiten Zeichner B.
In der Bewertung Hans Wegeners (Beschreibendes Verzeichnis, 1927) ist die Qualität der Arbeiten des Zeichners insgesamt „recht unbedeutend“; aus seiner Sicht sind die kolorierten Zeichnungen „sorgfältig, aber sehr temperament- und phantasielos“ ausgeführt, ihn überraschen „einzelne Szenen [...] durch die Primitivität der Darstellung“. Diese Wertung ist etwas irritierend, weil Wegener ebenso hervorhebt, dass die Auftraggeberin der Bibel-Handschrift, Margarete von Savoyen, durch ihre Herkunft verwöhnt gewesen sei durch buchkünstlerisch hervorragende Darstellungen und sicher den besten Zeichner ausgewählt habe.
Die neuere Forschung hebt dagegen den unterhaltenden Charakter der Bildfolgen und die Anschaulichkeit der Darstellungen aus der Werkstatt Henfflin hervor, sieht auch das Bemühen um Perspektive gegenüber früheren elsässischen Illustratoren und betont die Richtigkeit der Proportionen bei der Figurendarstellung. Nur die Mimik wird als „weitgehend ausdruckslos“ bezeichnet, häufig zeigen die Gesichter „eine nicht zum Text passende Fröhlichkeit“. Als Besonderheit der Zeichnungen wird außerdem deren moderner narrativer Charakter beschrieben und der Detailreichtum der Darstellungen. Der Illustrator der Werkstatt Henfflin entwarf regelrecht „Illustrationszyklen“ und bediente sich vielfach des Kunstgriffs der „simultanen Illustration“, indem er aufeinander folgende Situationen einer Geschichte in einer einzigen Darstellung parallel abbildete.

## Herkunft
Die Handschrift wurde – wie die anderen beiden Teilbände der Bibel-Handschrift – 1477 von der Werkstatt des Ludwig Henfflin angefertigt, vermutlich in Stuttgart.
Auftraggeberin aller Handschriften der Werkstatt Henfflin war Margarethe von Savoyen, die in dritter Ehe mit Ulrich V., dem Grafen von Württemberg-Stuttgart, verheiratet war. Zuvor war sie in zweiter Ehe mit dem pfälzischen Kurfürsten Ludwig IV. verheiratet gewesen; das einzige Kind aus dieser Ehe, Kurfürst Philipp von der Pfalz, erbte die Handschriften nach Margaretes Tod 1479. Damit gelangten die drei Bibel-Codices wie alle Handschriften der Werkstatt Henfflin letztlich aus Stuttgart nach Heidelberg und wurden Teil der Bibliotheca Palatina.
Alle drei Handschriften sind vermutlich von einem Schreiber niedergeschrieben worden (Schreiber A), der sich ansonsten bei den Handschriften dieser Werkstatt nicht nachweisen lässt. Die Schreibsprache ist schwäbisch.
Wie die anderen Handschriften der kurfürstlich-pfälzischen Bibliotheken kam der Codex nach der Eroberung der Kurpfalz im Dreißigjährigen Krieg 1622 nach Rom in den Besitz der Vatikanischen Bibliothek und wurde mit den anderen deutschsprachigen Beständen der Palatina im Rahmen der Regelungen während des Wiener Kongresses erst 1816 nach Heidelberg zurückgeführt.

## Inhalte
Die dreibändige Bibelhandschrift Cod. Pal. germ. 16–18 ist eine Abschrift der entsprechenden Kapitel eines vollständigen Bibeldrucks, den der Buchdrucker Johannes Mentelin 1466 in Straßburg veröffentlicht hatte. Die Mentelin-Bibel war die erste in einer Volkssprache gedruckte Bibel überhaupt, und sie ist der älteste vorlutherische Bibeldruck in frühneuhochdeutscher Sprache. Zeitgenössisch war das Werk ein „Bestseller“, obwohl die Interlinearübersetzung aus dem Latein ins Deutsche auch im 15. Jahrhundert nicht leicht verständlich war.
Cod. Pal. germ. 16, der erste Teilband, enthält die ersten Bücher des Alten Testaments der christlichen Bibel: die fünf Bücher Mose (Pentateuch) sowie den ersten Teil der biblischen Geschichtsbücher. Im Einzelnen:
- Epistola ad Paulinum des Sophronius Eusebius Hieronymus als Vorrede zum Pentateuch (Blätter 1r–9v)
  - die fünf Bücher Mose (Pentateuch):
    - Genesis (Blätter 9v–69r)
    - Exodus (Blätter 69r–116r)
    - Levitikus (Blätter 116v–143r)
    - Numeri (Blätter 143r–186r)
    - Deuteronomium (Blätter 186r–219r)
- zwei Vorreden des Hieronymus zum Buch Josua (Blatt 219r/v)
  - Buch Josua (Blätter 219v–243r)
  - Buch der Richter (Blätter 243r–277v)
  - Buch Rut (Blätter 277v–281v)